# Kepler-39
Désignations
Kepler-39 (également désignée KOI-423) est une étoile de type spectral F7V située à environ 3 560 ± 60 a.l. (∼ 1 090 pc) du Soleil, dans la constellation du Cygne. Âgée d'environ deux milliards d'années et plus grande et plus massive que le Soleil, avec respectivement 1,29 masses solaires et 1,28 rayons solaires environ, elle a une température de surface d'environ 6 350 K et une métallicité supérieure à celle du Soleil.
L'exoplanète Kepler-39 b, d'environ 20 masses joviennes et 1,24 rayons joviens, a été détectée autour de cette étoile par la méthode des vitesses radiales et confirmée par transits sur une orbite très rapprochée de l'étoile, avec un demi-grand axe de seulement 0,164 UA, une excentricité orbitale d'environ 0,112 et une période orbitale d'un peu plus de 21 jours.